# Ернст-Вільгельм Гоффманн
Ернст-Вільгельм Гоффманн (нім. Ernst-Wilhelm Hoffmann; 29 вересня 1904, Нюрнберг — 27 серпня 1994, Грефельфінг) — німецький офіцер, оберст вермахту (1 квітня 1944). Кавалер Лицарського хреста Залізного хреста з дубовим листям.

## Біографія
1 квітня 1922 року вступив в 21-й піхотний полк. З кінця 1938 року — командир 1-ї роти 12-го стрілецького полку 4-ї танкової дивізії. Учасник Польської і Французької кампаній. З кінця 1941 року — командир 1-го батальйону свого полку, з яким брав участь в Німецько-радянській війні. З квітня 1942 року — командир 12-го стрілецького (з липня 1942 року — моторизованого) полку. З 10 квітня 1945 року — командир 4-ї танкової дивізії. В травні 1945 року взятий в полон радянськими військами. В травні 1946 року звільнений.

## Нагороди
- Медаль «За вислугу років у Вермахті» 4-го і 3-го класу (12 років)
- Залізний хрест
  - 2-го класу (29 вересня 1939)
  - 1-го класу (16 травня 1940)
- Лицарський хрест Залізного хреста з дубовим листям
  - лицарський хрест (4 вересня 1940)
  - дубове листя (№494; 9 червня 1944)
- Сертифікат Пошани Головнокомандувача Сухопутних військ Вермахту (30 липня 1941)
- Нагрудний знак «За поранення»
  - в сріблі (1 листопада 1941)
  - в золоті
- Німецький хрест в золоті (8 лютого 1942)
- Медаль «За зимову кампанію на Сході 1941/42»
- Нагрудний знак «За танкову атаку» в бронзі (10 грудня 1943)